# Utah Saints
Utah Saints é uma banda de dance nascida em Harrogate, Yorkshire, Inglaterra formada inicialmente por Jez Willis e Tim Garbutt. 